# Ravinder Pal Singh
Ravinder Pal Singh (Sitapur, 1960. szeptember 6. – Lakhnau, 2021. május 8.) olimpiai bajnok indiai gyeplabdázó.

## Pályafutása
Az indiai válogatott tagjaként olimpiai bajnok lett az 1980-as moszkvai olimpián. Az 1984-es Los Angeles-i olimpián ötödik helyezést ért el az indiai csapattal.
Visszavonulása után a State Bank of India alkalmazottja volt. 2021. május 8-án hunyt el koronavírus-fertőzés következtében.

## Sikerei, díjai
- Olimpiai játékok
  - aranyérmes: 1980, Moszkva